# 2023年色萨利火车相撞事故
2023年2月28日，两列火车（乘客共342人）在希腊色萨利大区地區相撞，數節車廂出軌，截至3月9日，该事故造成57人死亡，72人负伤，罹難者包含8名鐵路局人員以及9名塞萨洛尼基亚里士多德大学的學生。为希腊历史上死伤最严重的铁路事故，超越1968年造成34死150傷的科斯林火車相撞事故。3月1日到3月3日，希臘進入為期三天的全国哀悼，所有公共建筑降半旗，公共活动暂停。

## 事故
当地时间2月28日深夜，一列载有342名乘客从希腊首都雅典驶往希腊北部城市塞萨洛尼基的客运火车与一列从塞萨洛尼基驶往雅典的货运火车于拉里萨附近的滕皮镇在同一条轨道上迎面相撞，货运火车上载有两人。事故直接造成部分车厢脱轨并引发火灾。

## 应急响应
撞车后，有不少车厢起火，150名消防员试图扑灭火势，另有40辆救护车以及30多位警察在现场参与救援，救援时甚至出动了起重机。幸存与受轻伤的乘客通过公共汽车从碰撞现场疏散到塞萨洛尼基。

## 调查
事故发生后，警方质询了两名铁路官员。另外，一名站长被逮捕，並被控過失致死與過失傷害罪名，這名站長負責軌道訊號管控。他否認有任何不當行為，並將事故歸咎於可能的機械故障。希腊基礎設施和交通部部长科斯塔斯·卡拉曼利斯宣布辞职。希腊总理基里亞科斯·米佐塔基斯表示，火车相撞事故主要由人为错误导致。

## 其他反應
火車事故引發希臘民眾不滿，有民眾發起抗議，並與警方發生衝突。
3月5日，希臘总理就火車相撞事故道歉，一火車站长被拘留。該站長被指控按錯掣，讓2列相反方向的列車在同一車軌行駛。站長接受了這一指控。